# Kniażji Gory (stacja kolejowa)
Kniażji Gory (ros. Княжьи Горы) – stacja kolejowa w miejscowości Kniażji Gory, w rejonie zubcowskim, w obwodzie twerskim, w Rosji. Położona jest na linii Moskwa - Siebież.

## Historia
Stacja powstała na początku XX w. na linii moskiewsko-windawskiej pomiędzy stacjami Szachowskaja i Pogoriełoje Gorodiszcze.